# Belisario Porras Barahona
Belisario Porras Barahona (* 28. November 1856 in Las Tablas; † 28. August 1942 in Panama-Stadt) war ein panamaischer Journalist und Politiker. Er amtierte mehrfach als Staatspräsident.

## Leben

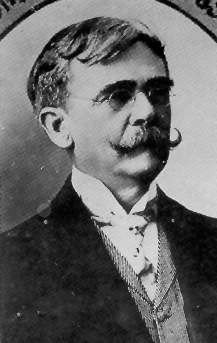
Belisario Porras Barahona

Porras wurde in Las Tablas, in Zentral-Panama, geboren, wo er auch seine erste Schulausbildung erhielt. Danach schickten ihn seine Eltern auf das Colegio San Bartolomé in Bogotá, was ihm die Möglichkeit gab, ab 1874 an der Universität von Bogotá Rechtswissenschaften zu studieren. Dank eines Stipendiums der kolumbianischen Regierung konnte er seine Studien in Belgien beenden.
Zurück in Panama trat er in die Liberale Partei ein und arbeitete als Journalist. Da zu dieser Zeit große Teile Panamas unter kolumbianischer Verwaltung standen und es zu Differenzen zwischen ihm und der Regierung kam, ging er ins Exil nach Nicaragua und anschließend nach El Salvador, wo er als Professor für Jura und Geographie unterrichtete und weiterhin für die lokale Presse schrieb. Auch verlor er nie den Kontakt zu den Freunden in der Liberalen Partei in Panama. 1900 ging er zurück nach Panama und wurde Anführer der Invasion der von Kolumbien besetzten Gebiete. Nach ersten Erfolgen scheiterte er jedoch bei der Befreiung von Panama-Stadt. Nach seiner Niederlage ging er wieder ins Exil und kehrte erst nach der Befreiung Panamas zurück.
1904 kam Porras zurück und arbeitete in den nächsten Jahren als Diplomat der Regierung. Als ehemaliger Befreiungskämpfer war er bei der Bevölkerung Zentral-Panamas außerordentlich beliebt. Am 1. Oktober 1912 wurde er als Nachfolger von Pablo Arosemena Alba sechster Präsident von Panama, was er für die komplette Amtszeit bis zum 1. Oktober 1916 blieb. Sein Nachfolger wurde Ramón Maximiliano Valdés, der sich nur etwa zwei Jahre im Amt halten konnte und von Ciro Luis Urriola abgelöst wurde, welcher aber schon nach knapp 4 Monaten durch Pedro Antonio Díaz abgelöst wurde, der es wiederum sogar nur auf eine Amtszeit von 12 Tagen brachte. Am 12. Oktober 1918 übernahm Porras wieder das Amt des Staatspräsidenten und hielt es bis zum 30. Januar 1920. In der restlichen Zeit der Amtsperiode hatte Ernesto Tisdel Lefevre das Amt inne. Am 1. Oktober 1920 wurde Porras zum dritten Mal Staatspräsident und blieb es während der vollständigen Amtsperiode von 4 Jahren. Nachfolger wurde Rodolfo Chiari.
In seinen Zeiten als Präsident kümmerte sich Porras hauptsächlich um die Konsolidierung und Neuorganisation der politischen Institutionen der noch jungen Nation und installierte ein neues Grundgesetz. Ein weiteres wichtiges Anliegen waren ihm der Bau von Transportverbindungen und die Verbesserung der Kommunikationsmöglichkeiten sowie der Bau des Chiriqui-Railroad. Weitere Prioritäten genossen die Gesundheitseinrichtungen und die Weiterverbreitung von sanitären Anlagen. Er gründete auch das Santo Tomas public hospital, das in der Folgezeit zu einer der wichtigsten und renommiertesten Kliniken in Panama wurde.
Eine makabre Anekdote ereignete sich in den letzten Tagen seines Lebens. Von Krankheit gezeichnet, bat er um Aufnahme in dem von ihm gegründeten Hospital, wurde aber wegen Bettenmangels abgewiesen. Daraufhin begab er sich in eine Privatklinik, wo er wenige Tage später, am 28. August 1942, verstarb.